# Addis Hintsa
Addis Hintsa (Debre Zeit, 30 giugno 1987) è un calciatore etiope, centrocampista dell'Al-Ahly.

## Carriera

### Club
Ha giocato nel campionato etiope e sudanese.

### Nazionale
Ha esordito con la Nazionale etiope nel 2012.